# 吉慶堂李彩
吉慶堂李彩（きっけいどう りさい）は、日本の奇術師。主に中国手品を得意とした。東京の寄席で色物として活躍。
初代・二代共に前転をし空っぽの金魚鉢に水と金魚を出す芸が十八番であった。

## 初代
初代 吉慶堂李彩（本名：李徳福、1879年11月16日 - 1945年3月10日）
- 中国北京の生まれ、明治30年代に来日し、1903年頃から三遊派の寄席に出演。片言の日本語（江戸弁）に中国語を交えた陽気な高座で「中国人李彩」「シナ人李彩」の愛称で人気を博す。1923年には関東大震災で被災。1945年3月に東京大空襲により死去。

- 風貌は坊主頭（スキンヘッド）であった。

- 関東大震災のころ多くの自警団が組織され、朝鮮人・中国人が殺傷された。初代李彩自身は友人の芸人たちと街に繰り出し、処刑されそうになっている朝鮮人・中国人を見つけては弟子だと言い、自警団の前で手品を披露して驚かせ、朝鮮人・中国人を助けたという美談が残っている。

## 二代目
二代目 吉慶堂李彩（本名：高杉福松、1909年8月3日 - 1992年4月）
- 初代の実子で日本国籍、1918年頃から弟子としてチーリーサイの名で後見で出演。後に小李彩と改名。終戦後独立し、李彩(二代目)を名乗る。
- 初代と同じく、スキンヘッドであった。
- 東京大空襲で父含め娘、妻、妹など家族全てを失ったが、本人はそれ以前に召集令状が来ていたため助かった。
- 戦後は東京の寄席に出演、のち引退し長く寄席に出なかったが、1980年代に澤田隆治に懇願され花王名人劇場などに出演。弟子であり娘の吉慶堂李美は後見。
- 副業として中華料理店を開業し、成功した。またそれにより、表舞台に立つ機会が少なくなった。
- 生前は落語芸術協会所属。